# اندیس سنگ مرمریت محدوده آقای علیرضا عابدی
سنگ مرمریت محدوده آقای علیرضا عابدی یک اندیس مصالح ساختمانی است که در حوالی شهر آباده طشک استان فارس قرار دارد و مادهٔ معدنی موجود در آن، مرمریت است. سنگ میزبان این اندیس سنگ آهک است و دیرینگی آن به دوران سروک-آسماری-جهرم می‌رسد.